# Parlamentswahl in Afghanistan 2005

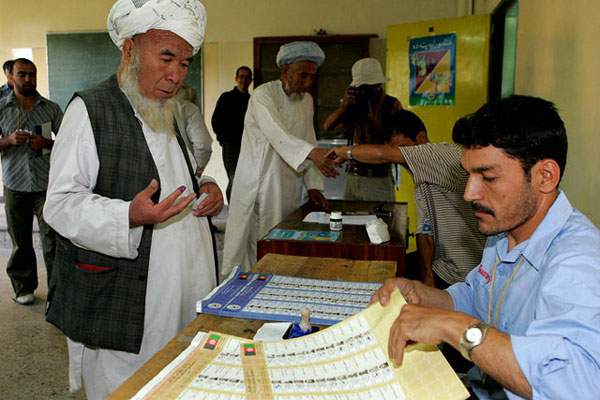
Parlamentswahl in Afghanistan 2005

Bei den Parlamentswahlen in Afghanistan 2005 wurden sowohl die Parlamente (einschl. Meschrano Dschirga) als auch die Provinzräte gewählt. Es waren die ersten Parlamentswahlen in Afghanistan seit den Wahlen von 1988.
Am 18. September 2005 fanden in Afghanistan die Wahlen für die Wolesi Dschirga, dem „Haus des Volkes“, und die 34 Provinzräte statt. Für die 249 Sitze des Parlaments (68 per Quote für Frauen) gab es 2.800 Kandidaten (330 Frauen), für die Provinzräte über 3.000. Trotz Anschlagsdrohungen ließen sich 12,7 der 28 Millionen Afghanen registrieren. Zur Wahl gingen schließlich 6,8 Millionen, was einer Wahlbeteiligung von etwa 54 % entspricht. Parteien sind laut Verfassung verboten. Die Wahl wurde international als Erfolg gewertet und bildete den Abschluss des so genannten „Petersberger Prozesses“.